# Аеро А.12
Аеро А.12  (чеш. Aero A.12) је чехословачки једномоторни, двоседи, двокрилни авион, мешовите конструкције који се користио као лаки бомбардер и извиђач, између два светска рата.

## Пројектовање и развој
После Првог светског рата Чехословачка фабрика авиона Аеро је производила авионе по лиценци Ханза-Бранденбург (нем. Hansa-Brandenburg). Ови авиони су били застарели и имали доста недостатака па су Чешки инжењери модификовали и поправљали ове авионе. На основу тако стеченог знања и искуства дошли су на идеју да пројектују властиту конструкцију авиона. Главни конструктор авиона који је добио и званични назив Аеро А.12 био је инж. Антонин Хусник (чеш. ing. Antonín Husník 18.11.1894 - 20.08.1948). Пројектовање овог авиона је почело 1922. године а први пробни лет је направљен новембра месеца 1923. године.

## Технички опис
Авион Аеро А.12 је био двокрилац, мешовите конструкције, двосед, опремљен течношћу хлађеним шестоцилиндричним линијским мотором Maybach Mb.IVa снаге 240 KS. Труп му је био челична просторна решетка, пресвучена дрвеном лепенком, а попречни пресек трупа је био правоугаоног облика. У трупу се налазиле две отворене кабине у тандем распореду (једна иза друге) за смештај пилота и стрелца-извиђача. Носећа конструкција крила је била од дрвета са две рамењаче. Крила су била пресвучена импрегнираним платном и била су правоугаоног облика. Крилца за управљање авионом су се налазила само на горњим крилима. Крила су између себе била повезана са једним паром дрвених упорница. Затезачи су били од клавирске челичне жице. Авион је имао класичан фиксни стајни трап са крутом осовином и два точка а еластична дрвена дрљача на репу авиона представља трећу ослону тачку авиона.
Авион је био наоружан са:
- 1 x фиксни митраљез напред Vickers калибра 7,7 mm са 250 метака/митраљезу

- 2 х покретни митраљез назад Lewis калибра 7,7 mm са 300 метака/митраљезу

- Могао је да понесе 200 kg бомби.

### Варијанте авиона Аеро А.12
Постојале су две варијанте авиона Аеро А.12
- Авиони са хладњацима поставњеним са обе стране мотора. Код овог типа авиона долазило је до прегревања мотора па је хладњак измештен изнад горњег крила.
- Авиони са хладњаком постављеним изнад горњег крила авиона. Код овог типа авиона је нарушена аеродинамика тако да су авиони овог типа били спорији од свог претходника.

## Земље које су користиле авион Аеро А.12
- Чехословачка
- Краљевина Југославија
- Нацистичка Немачка
- Словачка

## Оперативно коришћење
Производиле су га је чехословачке фирме Аеро и Летов (чеш. Aero и Letov), март 1924 до октобар 1925. Аеро је произвео 68 авиона а Летов 26 примерака. Након Међународне ваздухопловне изложбе у Прагу 1924. године, где је нови авиона Аеро А.12 приказан јавности, војска Чехословачке је почела да преузима прве авионе овог типа и да их распоређује у сва три ваздухопловна пука.
Авион Аеро А.12 је у своје време био брз и једноставан за коришћење, то је први авион чехословачке производње који је освојио светске рекорде. Била су то четири светска рекорда у брзини лета на 100 и 200 km са теретом од 250 и 500 kg. Рекорди су постигнути на купу за Награду председника Републике одржаној 7. септембра 1924. године, који су уједно били и национални рекорди.
Након уклањања из војне службе, тридесетих година, ови авиони су разоружани и уступљени националном Аероклубу где су летели до почетка немачке окупације Чехословачке. После окупације Чешке, Немачка је користила ове авионе у својим пилотским школама а део авиона који се затекао у Словачкој користила је војска квислиншке Словачке.

### Авион Аеро А.12 у Југославији
Обласни одбор Загреб Аероклуба Југославије је добио на поклон један авион Аеро А.12 од чехословачког Аероклуба из Плзена јула месеца 1930. године. Крштен је именом "Плзен" 24.5.1931. године. Нажалост авион је уништен половином 1931. године не добивши југословенску регистрациону ознаку.

## Счувани примерак
Један примерак овог авиона се чува у Чешкој у музеју ваздухопловства Letecké muzeum Kbely у Прагу.